# Tsuyoshi Yamanaka
Tsuyoshi Yamanaka (jap. 山中 毅, Yamanaka Tsuyoshi; * 18. Januar 1939 in Wajima; † 10. Februar 2017 in Tokyo) war ein japanischer Schwimmer und Olympiateilnehmer. Er gewann bei den Asienspielen 1958 in Tokio, der Hauptstadt seines Heimatlandes, zwei Goldmedaillen. Sie stellen die größten Erfolge seiner Karriere dar. Legendär sind Yamanakas Auftritte bei den Olympischen Sommerspielen 1956 in Melbourne und 1960 in Rom. Er sicherte sich zwar jeweils zwei Silbermedaillen, wurde aber in all diesen vier Rennen vom Australier Murray Rose, respektive der australischen Staffel mit Rose, geschlagen. Beide Athleten nahmen diesen Umstand jedoch mit Humor und Rose, der zwölf Tage vor Yamanaka geboren wurde, äußerste scherzhaft, der Japaner würde ihm den Vortritt lassen, weil er Respekt vor dem Alter habe.
Yamanakas Trainer bediente sich der sogenannten Kiesel-Methode, um seinen Schützling anzuspornen. Zeigte dieser in den Übungseinheiten nur mäßige Beteiligung, warf ihm der Trainer einen kleinen Stein an den Rücken als Zeichen, dass er ihn genau beobachtete. Nach Beendigung des Trainings musste Yamanaka die Steinchen dann vom Beckengrund aufsuchen.
Im Jahre 1983 wurde Yamanaka, der auch die Amateur Athletic Union Championships über 200 und 400 Meter Freistil gewinnen konnte, als Würdigung seiner Leistungen in die International Swimming Hall of Fame aufgenommen.

## Internationale Rekorde
Tsuyoshi Yamanaka hielt während seiner aktiven Zeit zahlreiche japanische Rekorde und hatte vom 22. August 1958 bis zum 16. Januar 1959 mit 2:03,00 Minuten den Weltrekord über 200 Meter Freistil inne. Am 22. August 1959 holte er ihn sich zurück und unterbot in den Folgejahren seine eigene Bestmarke dreimal bis auf 2:00,4 Minuten, bevor er ihn am 21. April 1963 verlor. Vom 26. Juli 1959 bis zum 23. Februar 1960 hielt er in 4:16,60 Minuten den Weltrekord auch über die doppelte Distanz und mit der Staffel vom 22. Juli 1959 bis zum 23. Juli 1960 sowie vom 21. April 1963 bis zum 10. August 1963 die Weltbestmarke über 4 × 200 Meter Freistil.
Yamanaka stellte zudem bei den Amateur Athletic Union Championships amerikanische Rekorde über 200 und 400 Freistil auf.